# Рождество Христово (линейный корабль)
«Рождество Христово» (до 15 марта 1790 года — «Иосиф II») — парусный 80-пушечный линейный корабль Черноморского флота Российской империи.

## История постройки
Корабль «Иосиф II» был заложен в Херсоне и после спуска на воду вошёл в состав Черноморского флота. При спуске корабля присутствовала императрица Екатерина II, а также австрийский император Иосиф II, в честь которого корабль был назван. После спуска корабля императрица допустила к своей руке начальников адмиралтейства и строителя, которому были вручены на серебряном блюде «с каждой пушки по три рубля».

## История службы

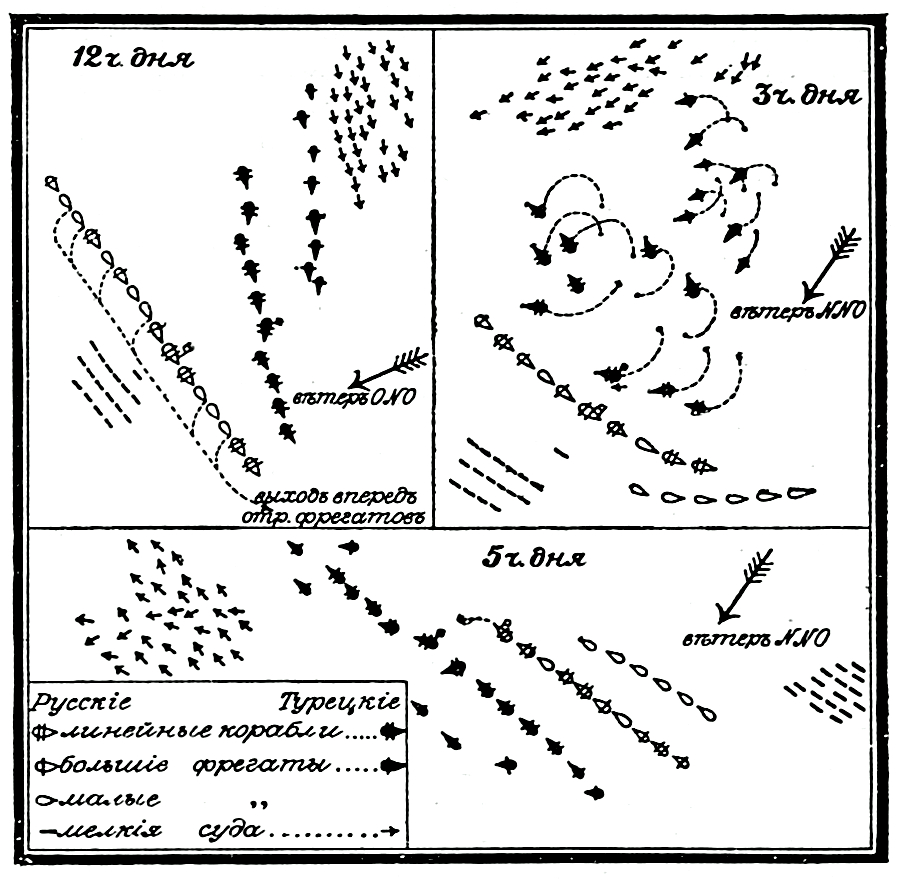
Схема Керченского сражения 1790 (из статьи «Керчь-Еникальский пролив» «Военная энциклопедия Сытина»). Линейный корабль Рождество Христово в ордере помечен флагом

Принимал участие в Русско-турецкой войне 1787-1791 годов.
В июне 1788 года вошёл в состав эскадры Пола Джонса в днепровском лимане. 17 июня принимал участие в сражении с турецкой эскадрой, а осенью вернулся в Херсон. С 26 июня по 22 сентября 1789 года в составе эскадры под флагом контр-адмирала графа М. И. Войновича стоял на Очаковском рейде. 29 сентября эскадра пришла в Севастополь. С 8 октября по 4 ноября во главе эскадры под флагом контр-адмирала М. И. Войновича выходил в крейсерство к устью Дуная.
15 марта 1790 года корабль был переименован в «Рождество Христово». 7 сентября 1790 года присоединился к эскадре контр-адмирала Ф. Ф. Ушакова, в составе которой участвовал в поисках турецкого флота в Чёрном море до 9 сентября.
8 июля принял участие в сражении у Керченского пролива, а 28 августа — в сражении у мыса Тендра. Вместе с другими судами преследовал турок до наступления темноты, а утром 29 августа атаковал турецкий флагманский корабль «Капудание» и нанёс ему значительный урон. При этом он обогнал турецкий корабль, но не успел сделать продольный залп, на турецком судне подняли белый флаг. Повреждения корабля «Капудание» привели к тому, что он вскоре загорелся и затонул.

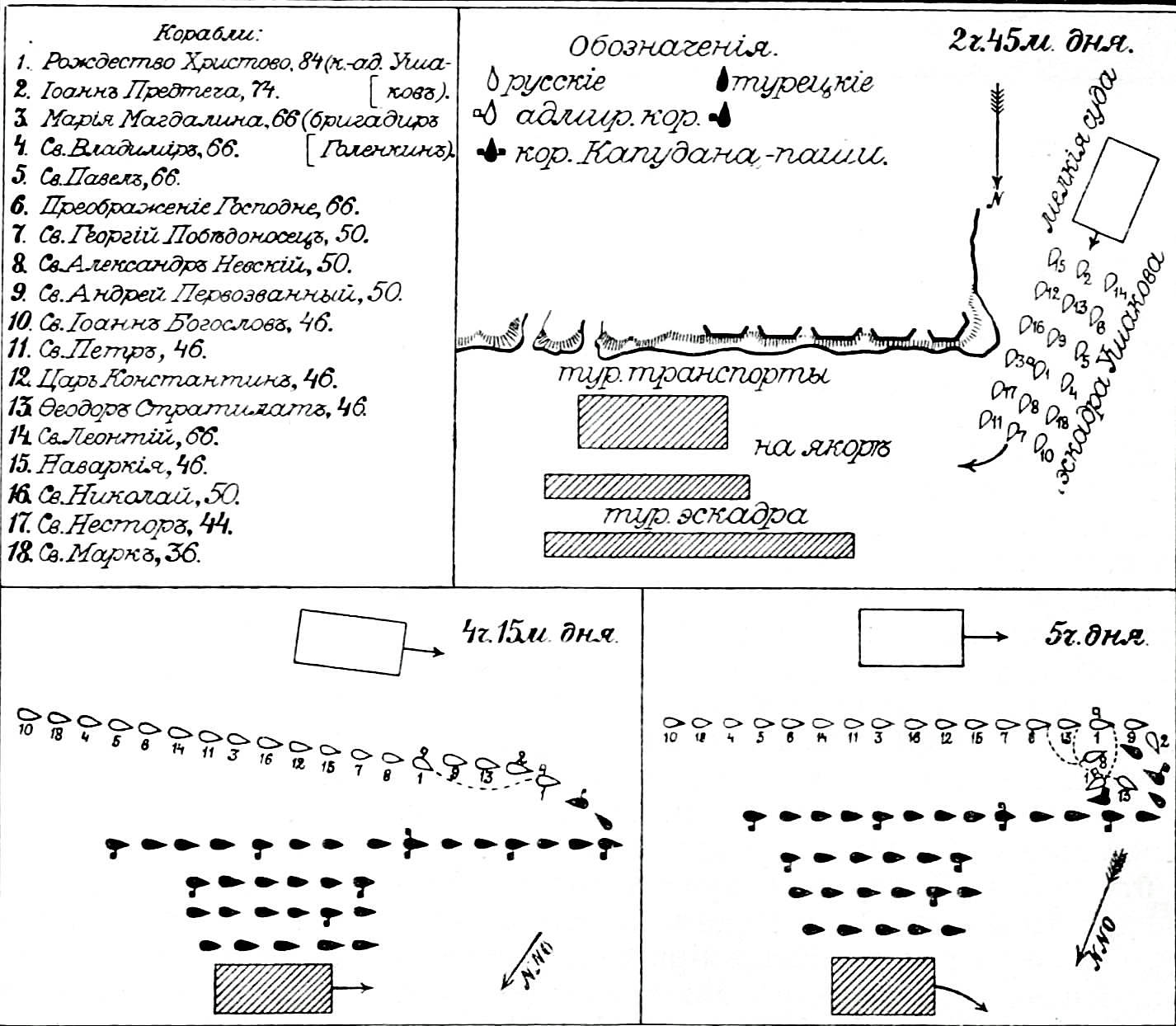
Битва при Калиакрии 1791 (из статьи «Калиакрия» «Военная энциклопедия Сытина»). Линейный корабль Рождество Христово в ордере русских показан позицией 1.

В октябре и ноябре 1790 года эскадра, в составе которой находился и «Рождество Христово», прикрывала переход гребного флота из Днепра в Дунай. 10 июля 1791 года во главе эскадры под флагом контр-адмирала Ф. Ф. Ушакова принимал участие в поисках турецкого флота. С 12 июля эскадра натолкнулась на турецкие корабли и начала их преследование, но 15 июля кораблям противника удалось оторваться от русской эскадры. 31 июля принимал участие в сражении у мыса Калиакра, в котором атаковал флагман турецкой эскадры. 
20 августа корабль вернулся в Севастополь.
С 1792 по 1793 год находился в готовности в Севастополе. Принимал участие в практическом плавании в Чёрном море во главе эскадры вице-адмирала Ф. Ф. Ушакова осенью 1794 года. После чего в море не выходил.
Корабль «Рождество Христово» разобран в 1800 году.

## Командиры корабля
Командирами корабля в разное время служили:
- Д. Н. Сенявин (1789 год)[4].
- М. М. Ельчанинов (1790—1793 годы).
- Н. П. Кумани (1794 год).